# As-Saffah
Abu-l-Abbàs Abd-Al·lah ibn Muhàmmad ibn Alí ibn Abd-Al·lah ibn al-Abbàs, més conegut pel seu làqab as-Saffah —àrab: أبو العباس عبد الله السفاح, Abū l-ʿAbbās ʿAbd Allāh as-Saffāḥ— (727-754), primer califa abbàssida de Bagdad (750-754). El seu malnom As-Saffah vol dir «el Sanguinari» però també «el Generós».
Amb diversos membres de la família es va refugiar a Kufa el setembre o octubre del 749 poc després que les forces del general Al-Hàssan ibn Kahtaba entressin en aquesta ciutat. Fou proclamat califa a la gran mesquita, i hi va fer un discurs molt conegut. La capital va ser Kufa per un temps.
El gener del 750 les forces lleials sota comandament de Abd-Al·lah ibn Alí van derrotar els omeies a la batalla del riu Zab prop de Mossul, i van perseguir Marwan II a través de Mesopotàmia, Síria i Palestina fins que finalment fou mort a una mesquita a Egipte l'agost del 750. Ja només quedava alguna resistència aïllada, com Ibn Hubayra a Wasit, que fou dominada ràpidament per una traïció, i les revoltes a Síria i Mesopotàmia, sotmeses militarment. Els vencedors van exercir sagnants actes de venjança. L'acte més conegut fou la mort a Nahr Abi Futrus de 80 caps omeies, convidats a un banquet de reconciliació, i assassinats allí per ordre d'Abd-Al·lah ibn Alí, que va llençar els cossos als gossos; hi va haver altres actes similars a Kufa, Bàssora i al Hijaz; les tombes dels califes omeies foren violades.
Els alides havien donat suport a la revolta abbàssida i ara quedaven frustrats pels seus resultats; el 751 es van revoltar a Bukharà però el governador del Khorasan, i un dels principals caps abbàssides, Abu-Múslim, la va sufocar.
El 751 es va produir la batalla del Talas, quan tropes àrabs, sota comandament del governador del Khurasan Abd-ar-Rahman ibn Múslim, i xineses, van xocar a la vora d'aquest riu a la Transoxiana (Mawara an-Nahr) i es va posar fi a l'expansió dels Han i àrabs. Al mateix temps a occident els romans d'Orient van derrotar els àrabs prop de Melitene.
Le depuració dels propis abbàssides va començar per Abu-Sàlama al-Khal·lal i Sulayman ibn Kathir. Després va seguir Abu-Múslim, encara que el primer intent va fracassar el 753 però fou eliminat ja mort As-Saffah.
El califa va morir el juny del 754. El va succeir el seu germà Abu-Jàfar Abd-Al·lah al-Mansur ibn Muhàmmad ibn Alí, governador d'Armènia.